# Круїз по джунглях
«Круїз по джунглях» (англ. Jungle Cruise) — американський пригодницький фільм режисера Джуме Коллєта-Серри, заснований на однойменному тематичному парку розваг Діснея, з Двейном Джонсоном, Емілі Блант, Едгаром Раміресом, Джеком Вайтголлом, Джессі Племенсом і Полом Джаматті у головних ролях. Прем'єра стрічки в Україні відбулася 29 липня 2021 року за сприяння Walt Disney Pictures.

## У ролях
| Актор           | Роль                       |
| --------------- | -------------------------- |
| Двейн Джонсон   | Френк                      |
| Емілі Блант     | Лілі Гаутон                |
| Едгар Рамірес   | Агірре                     |
| Джек Вайтголл   | Макгрегор Гаутон           |
| Джессі Племенс  | принц Йоакім               |
| Пол Джаматті    | Ніло                       |
| Енді Найман     | Сер Джеймс Гоббс-Каннінгем |
| Кім Гутьєррес   |                            |
| Вероніка Фалкон |                            |
| Дані Ровіра     |                            |
| Симона Локгарт  | Анна                       |
| Айдан Таггарт   |                            |

## Виробництво

### Розвиток
У вересні 2006 року було оголошено, що фільм буде розроблений для Mandeville Films за сценарієм Джоша Голдстейна та Джона Норвілла, переписаний Альфредом Гофом і Майлзом Мілларом, натхненний однойменним тематичним парком. Було підтверджено, що події стрічки відбуваються у ХХ столітті.
У лютому 2011 року було оголошено, що зірки «Історії іграшок» Том Генкс і Тім Аллен з'являться у фільмі за сценарієм Роджера С. Г. Шульмана.
У грудні 2018 року повідомлялося, що персонаж актора Джека Вайтголла буде гомосексуалом і матиме сцену камінг-ауту у фільмі разом із Двейном Джонсоном. Це буде другий випадок появи гей-персонажа у фільмі Діснея, першим з яких був Ле Фу, зображений Джошем Ґадом у кіноадаптації 2017 року «Красуня і Чудовисько». Була певна зворотна реакція з цього приводу, з кількома виразами обурення з приводу актора-натурала, який буде виконувати персонажа-гея у стилі «кемп».

### Кастинг
9 серпня 2015 року було оголошено, що Walt Disney Pictures переробить фільм, заснований на «Круїзі по джунглях» з Двейном Джонсоном. Сценарій напишуть Джон Рекуа та Гленн Фікарра, а продюсуватимуть Джон Девіс та Джон Фокс. Мета фільму — повернутися до своїх першоджерел. У квітні 2017 року Джонсон висловив зацікавленість у тому, щоб Петті Дженкінс очолила проєкт. У липні 2017 року було оголошено, що Жауме Колєт-Серра став режисером стрічки.
У січні 2018 року до акторського складу приєдналася Емілі Блант. У тому ж місяці повідомлялося, що Майкл Грін переписав сценарій, над яким працювали Патрік Мак-Кей та Дж. Д. Пейн. У березні 2018 року Джек Вайтголл отримав роль екранного брата Блант, хоча в соціальних мережах з'явилася реакція щодо натурала, який гратиме кемп-гея. У квітні 2018 року Едгар Рамірес та Джессі Племенс приєдналися до акторського складу, щоб зобразити лиходіїв. У травні 2018 року до них приєднався Пол Джаматті як «сварливий інспектор». У червні 2018 року Кім Гутьєррес отримав роль одного з лиходіїв.

### Зйомки
Основні зйомки розпочалися 14 травня 2018 року на Гаваях. Зйомки завершилися 14 вересня.
Хоч майже весь сюжет фільму відбувається на річці Амазонка, проте там не знімалось жодної сцени. Частина зйомок відбувалась на Гаваях. Для зйомок було створено портове місто на водосховищі Капая, Кауаї, поблизу водоспаду Вайлуа. Художник-постановник Жан-Вінсент Пузос зазначив, що для зйомок вони побудували ринок, гавань, човни, готель та ресторан, майстерню Френка та понтон.  Також зйомки відбувались в місті Лігуе (Гаваї), на плантаціях міста Кілохана та річки Хулея. Частина фільму була знята в студії Blackhall в Атланті.  Деякі сцени були зняті в Оксфордському коледжі Університету Еморі. 
Художник-постановник Жан-Вінсент Пузос в інтерв’ю поділився, що одним з найважчих було побудувати човен Френка: «Я досліджував пароплави та буксири, дивився фотографії з історичних книг Канади, Південної Америки та Північної Америки, щоб переконатися, що човен буде максимально схожим. Ми також дослідили, якими човнами користувалися конкістадори з XVI та XVII століття. Після дослідження масштабів тогочасних човнів ми вирішили побудувати човен Френка довжиною 39 футів. Він міг бути використаний однією людиною, але також підходив туристам, які були на круїзі в джунглях на початку фільму. Ми побудували два човни, щоб уникнути логістичних проблем. У нас був човен на Гаваях і ще один в студії в Атланті.». 

### Пост-продакшн
Джоель Негрон буде виконувати монтаж фільму. DNEG, Industrial Light&Magic, Rodeo FX і Weta Digital надаватимуть ефекти для фільму.

### Музика
23 січня 2019 року було оголошено, що Джеймс Ньютон Говард напише музику до стрічки.

## Випуск
«Круїз по джунглях» вийшов на екрани за сприяння Walt Disney Studios Motion Pictures 29 липня 2021 року. Спочатку реліз планувався на 11 жовтня 2019 року, але 19 жовтня 2018 року Джонсон оголосив від імені Disney, що вихід затримують до 2020 року. Згодом, через пандемію коронавірусу, випуск фільму відклали на 29 липня 2021 року.
Перший офіційний трейлер і тизер-плакат вийшли 11 жовтня 2019 року.

## Можливе продовження
Актор Двейн Джонсон заявив у своєму твітері, що має зустрітись з компанією Дісней для обговорення продовження фільму , яке, можливо, відповість на багато питань, які виникли в сюжеті та лишились без відповідей .